# فيرجيل فريس
فيرجيل فريس (بالإنجليزية: Virgil Vries)‏ هو لاعب كرة قدم ناميبي، ولد في 29 مارس 1989 في كيتمانشوب في ناميبيا. شارك مع منتخب ناميبيا لكرة القدم. أما مع النوادي، فقد لعب مع Eleven Arrows F.C. ‏.

## وصلات خارجية
- فيرجيل فريس على موقع قاعدة بيانات كرة القدم.إي يو (الإنجليزية)
- فيرجيل فريس على موقع ناشيونال فوتبول تيمز (الإنجليزية)
- فيرجيل فريس على موقع Soccerway.com (الإنجليزية)
- فيرجيل فريس على موقع عالم كرة القدم.نت (الإنجليزية)